# Bréban
Bréban település Franciaországban, Marne megyében. Lakosainak száma 84 fő (2022. január 1.). Bréban Dampierre, Corbeil és Saint-Ouen-Domprot községekkel határos.

## Népesség
A település népességének változása:
| Lakosok száma | 101  | 93   | 82   | 85   | 94   | 86   | 81   | 78   | 80   | 84   |
|               | 1968 | 1982 | 1990 | 2006 | 2013 | 2015 | 2017 | 2019 | 2020 | 2022 |